# Здзівуй-Новий
Здзівуй-Новий (пол. Zdziwój Nowy) — село в Польщі, у гміні Хожеле Пшасниського повіту Мазовецького воєводства.
Населення — 141 особа (2011).
У 1975-1998 роках село належало до Остроленцького воєводства.

## Демографія
Демографічна структура станом на 31 березня 2011 року:
|          | Загалом | Допрацездатний вік | Працездатний вік | Постпрацездатний вік |
| -------- | ------- | ------------------ | ---------------- | -------------------- |
| Чоловіки | 70      | 11                 | 52               | 7                    |
| Жінки    | 71      | 10                 | 38               | 23                   |
| Разом    | 141     | 21                 | 90               | 30                   |